# Brittany Spears
Brittany Lynnette Spears (Pasadena, 27 settembre 1988) è un'ex cestista statunitense, professionista in Europa.

## Carriera
È stata selezionata dalle Phoenix Mercury al secondo giro del Draft WNBA 2011 con la 19ª chiamata assoluta.